# Муроджон Туйчієв
Муроджон Туйчієв (нар. 17 квітня 1982) — таджицький борець греко-римського стилю, чотириразовий бронзовий призер чемпіонатів Азії, бронзовий призер Азійських ігор.

## Життєпис
Боротьбою почав займатися з 1999 року. 
Виступає за спортивний клуб з Душанбе. Тренер — Бахран Охріпов.

## Спортивні результати на міжнародних змаганнях

### Виступи на Чемпіонатах світу
| Змагання                        | Збірна      | Вагова категорія                  | Місце |
| ------------------------------- | ----------- | --------------------------------- | ----- |
| Чемпіонат світу з боротьби 2007 | Таджикистан | греко-римська боротьба, до 120 кг | 10    |
| Чемпіонат світу з боротьби 2009 | Таджикистан | греко-римська боротьба, до 120 кг | 16    |
| Чемпіонат світу з боротьби 2010 | Таджикистан | греко-римська боротьба, до 120 кг | 18    |
| Чемпіонат світу з боротьби 2011 | Таджикистан | греко-римська боротьба, до 120 кг | 18    |
| Чемпіонат світу з боротьби 2013 | Таджикистан | греко-римська боротьба, до 120 кг | 22    |
| Чемпіонат світу з боротьби 2014 | Таджикистан | греко-римська боротьба, до 130 кг | 16    |
| Чемпіонат світу з боротьби 2015 | Таджикистан | греко-римська боротьба, до 130 кг | 29    |

### Виступи на Чемпіонатах Азії
| Змагання                       | Збірна      | Вагова категорія                  | Місце  |
| ------------------------------ | ----------- | --------------------------------- | ------ |
| Чемпіонат Азії з боротьби 2006 | Таджикистан | греко-римська боротьба, до 120 кг | 5      |
| Чемпіонат Азії з боротьби 2007 | Таджикистан | греко-римська боротьба, до 120 кг | Бронза |
| Чемпіонат Азії з боротьби 2008 | Таджикистан | греко-римська боротьба, до 120 кг | 5      |
| Чемпіонат Азії з боротьби 2009 | Таджикистан | греко-римська боротьба, до 120 кг | 10     |
| Чемпіонат Азії з боротьби 2010 | Таджикистан | греко-римська боротьба, до 120 кг | Бронза |
| Чемпіонат Азії з боротьби 2011 | Таджикистан | греко-римська боротьба, до 120 кг | 7      |
| Чемпіонат Азії з боротьби 2012 | Таджикистан | греко-римська боротьба, до 120 кг | Бронза |
| Чемпіонат Азії з боротьби 2013 | Таджикистан | греко-римська боротьба, до 120 кг | 5      |
| Чемпіонат Азії з боротьби 2014 | Таджикистан | греко-римська боротьба, до 130 кг | 7      |
| Чемпіонат Азії з боротьби 2015 | Таджикистан | греко-римська боротьба, до 130 кг | Бронза |

### Виступи на Азійських іграх
| Змагання           | Збірна      | Вагова категорія                  | Місце  |
| ------------------ | ----------- | --------------------------------- | ------ |
| Азійські ігри 2006 | Таджикистан | греко-римська боротьба, до 120 кг | 5      |
| Азійські ігри 2010 | Таджикистан | греко-римська боротьба, до 120 кг | Бронза |
| Азійські ігри 2014 | Таджикистан | греко-римська боротьба, до 130 кг | 8      |

### Виступи на інших змаганнях
| Змагання                                                         | Збірна      | Вагова категорія                  | Місце |
| ---------------------------------------------------------------- | ----------- | --------------------------------- | ----- |
| Олімпійський кваліфікаційний турнір з боротьби 2004 (Новий Сад)  | Таджикистан | греко-римська боротьба, до 120 кг | 12    |
| Олімпійський кваліфікаційний турнір з боротьби 2004 (Ташкент)    | Таджикистан | греко-римська боротьба, до 120 кг | 20    |
| Олімпійський кваліфікаційний турнір з боротьби 2008 (Роме-Остія) | Таджикистан | греко-римська боротьба, до 120 кг | 11    |
| Олімпійський кваліфікаційний турнір з боротьби 2008 (Новий Сад)  | Таджикистан | греко-римська боротьба, до 120 кг | 15    |
| Олімпійський кваліфікаційний турнір з боротьби 2012 (Астана)     | Таджикистан | греко-римська боротьба, до 120 кг | 7     |
| Олімпійський кваліфікаційний турнір з боротьби 2012 (Тайюань)    | Таджикистан | греко-римська боротьба, до 120 кг | 12    |
| Олімпійський кваліфікаційний турнір з боротьби 2012 (Гельсінкі)  | Таджикистан | греко-римська боротьба, до 120 кг | 5     |
| Кубок Президента Казахстану з боротьби 2013                      | Таджикистан | греко-римська боротьба, до 120 кг | 8     |
| Золотий Гран-прі з боротьби 2015                                 | Таджикистан | греко-римська боротьба, до 130 кг | 12    |
| Олімпійський кваліфікаційний турнір з боротьби 2016 (Астана)     | Таджикистан | греко-римська боротьба, до 130 кг | 5     |